# 杜松 (明)
杜 松（と しょう、生年不詳 - 万暦47年3月3日（1619年4月16日））は、明代の軍人。字は来清。本貫は蘇州府崑山県。

## 生涯
杜桐の弟にあたる。度胸と智謀をそなえ、勇敢強健なこと並外れていた。はじめ舎人として従軍し、功を重ねて寧夏守備となった。万暦22年（1594年）、オルドス部のボショクト・ジノンが張春井を攻略し、下馬関に侵入した。杜松は游撃の史見・李経とともに2000騎あまりで馬蓮井で迎撃した。敵の退却に乗じて追撃したところ、敵の伏兵にはまって、史見は戦死し、杜松と李経はいずれも重傷を負い、兵士の多くを死なせた。麻貴の援軍が到着し、杜松は傷を隠して奮戦し、敵を敗走させた。杜松は游撃将軍に進められ、功を論じられて延綏参将に転じた。麻貴が大挙してボショクト・ジノンの本拠を突くと、杜松は右軍を率いて清平堡に進出し、多くを捕斬して、延綏副総兵に進んだ。ほどなく本官のまま寧夏東路副総兵に転じた。杜松は感情を抑えることのできない性質で、小事に発した怒りのため薙髪して僧となり、部下に連れ戻された。ほどなく孤山副総兵として再起した。
万暦33年（1605年）、署都督僉事に抜擢され、李如樟（李如松・李如柏の弟）に代わって延綏に駐屯した。万暦34年（1606年）、オルドス部が安辺堡・懐遠堡を侵犯すると、杜松はこれを撃破した。薊州鎮に転出した。万暦36年（1608年）夏、李成梁に代わって遼東に駐屯した。12月、連山駅で敵を破った。朶顔衛の長昂の子の頼暈歹が従父の蟒金とともに薊州鎮の河流口に潜入し、略奪して去った。また頼暈歹は黄台吉と結んで喜峰口を侵犯しようと図った。杜松は総督の熊廷弼の指図を受けて、ひそかに黄台吉の帳幕を襲撃し、薊州鎮を襲撃した者たちを連行した。そのまま寧遠中左所から夜間に哈流兎まで駆け、拱兎の部落140人あまりを殺害した。杜松は大勝を奏聞し、手厚い褒美を求めた。副使の馬拯は拱兎が明に内属しており、虐殺の必要性がなかったと報告した。杜松と馬拯はお互いを目の敵にして相手の罪を暴きあった。杜松は怒り、ますます褒美を求めてせっついたので、万暦帝はこれを与えた。
万暦37年（1609年）、拱兎は罪なくして同胞を殺されたことに怒り、小歹青が蜂起して、5000騎で大勝堡を攻め落とし、守将の耿尚仁を捕らえて五体ばらばらにした。深く小凌河にまで侵入し、商家を焼いて略奪した。游撃の于守志が山口で拱兎に遭遇して大敗し、1000人あまりの死者を出し、于守志も重傷を負った。杜松は大凌河に駐屯していたが、あえて救援しなかった。遼東の明人の多くは杜松を咎め、朝議では杜松は錦州の辺10里にとどまり、塞外に出征したことはなく、杜松の手柄とされるものは塞内を守る部落の人間を捕縛して殺したもので、戦闘で斬ったものではないとまでいわれた。杜松はますます怒り、諸臣は馬拯におもねって自分の奇功を損なっていると言い立てた。杜松は自ら兵を連れて塞外に出て、敵の根拠地を突いて前恥を雪ごうとしたが、得たものは5人の首級にとどまり、兵士や馬の多くを大凌河で失った。杜松はますます憤慨して、たびたび自殺を図って、武器や兵器を焼き尽くし、辺境の軍事を一切問わなくなった。兵部はその経緯を奏聞して、杜松を郷里に帰らせ、王威を代わりに遼東に派遣した。
杜松が罷免されて、当時の人はその勇敢さを惜しんだものの、その失敗を憎んで、推挙しようとする者はなかった。万暦43年（1615年）、オルドス部が侵入すると、杜松は軽騎で火落赤の陣営に突撃した。首級200あまりを得て、再び任用されることになった。2年後、遼東で後金が台頭したため、特別に山海関に駐屯する総兵官が設けられると、杜松がこれに任じられた。万暦46年（1618年）、張承廕が戦没すると、杜松は遼陽の救援を命じられて駆けつけた。万暦47年（1619年）2月、楊鎬が四路に分かれて後金征討の軍を出すと、撫順が最大の要衝であることから、杜松が6万の兵をもって当たることになった。もと総兵の趙夢麟と保定総兵の王宣が杜松の補佐についた。
杜松の軍は二道関に至った後、李如柏らと合流してそろって進軍することを約した。29日夜、撫順関を出て、1日で100里あまりを駆け、渾河に到着した。半ばを渡ったところで、川の流れが急になり、全員を渡らせることが不可能になった。杜松は酔って渡河を強行し、将士の多くが河中に溺死した。杜松はそのまま先鋒を前進させ、2カ所の小砦を続けて落とした。3月1日、勢いに乗ってサルフ谷口に駆け込み、ときに後金が界凡山上に築城していたところで、役夫1万5千を精鋭400騎で護衛していた。後金軍は杜松の軍がやってきたと聞くと、騎兵を全て谷口に待ち伏せさせた。杜松の軍が半ば通過しようとしたところ、伏兵が背後から攻撃し、界凡渡口まで追撃した。後金の騎兵は築城人夫たちと合流して山傍の吉林崖に拠った。翌日、杜松は大軍を率いて崖を包囲し、別に将軍を派遣してサルフ山上に陣営を置かせた。
杜松の軍が崖を攻めると、後金の増援1000人が救援に駆けつけ、まもなくさらに続けて派遣された二旗の兵が界凡に救援に駆けつけた。加えて派遣された六旗の兵が杜松の別将をサルフ山に攻撃した。翌日、六旗の兵が会戦し、サルフ山の軍を破った。吉林崖への増援が山から駆け下りて杜松の軍を攻撃し、二旗の兵も直前で挟撃するかたちとなった。杜松の兵は大敗し、杜松は趙夢麟・王宣とともに陣没した。後金の兵は北に20里ほど追撃し、勺琴山までいたって帰還した。ほどなく馬林と劉綎の両軍も敗れ、ひとり李如柏の一軍が逃走して帰還した（サルフの戦い）。戦いの経緯が奏聞されると、朝議の多くは杜松の軽率な進軍を敗戦の原因とみなした。天啓初年、杜松は少保・左都督の位を追贈され、千戸を世襲することとされた。